# Psoralea latestipulata
Psoralea latestipulata là một loài thực vật có hoa trong họ Đậu. Loài này được Shinners miêu tả khoa học đầu tiên.